# Ragip Zarakolu
Ragip Zarakolu,född 1948, Büyükada i Istanbul, är en turkisk människorättsaktivist och förläggare som länge har utsatts för juridiska trakasserier för att ha publicerat böcker om kontroversiella ämnen i Turkiet, särskilt om minoriteter och mänskliga rättigheter i Turkiet. Zarakolu bor i Sverige sedan 2013. 
Ragip är välkänd för att ha haft över 40 rättegångar mot sig för att bland annat ha publicerat böcker som berör det armeniska folkmordet under första världskriget i nuvarande Turkiet men även för att ha publicerat böcker som berör kurder och andra minoriteters situation i Turkiet.
Zarakolu var en av de personer som Turkiet begärde utlämnade från Sverige i och med Sveriges förhandlingar med Turkiet om medlemskap i Nato sommaren 2022.

## Biografi
Ragip Zarakolu föddes 1948 på ön Büyükada nära Istanbul. Vid den tiden var hans far, Remzi Zarakolu, distriktsguvernör på ön. Ragip Zarakolu växte upp med medlemmar av den grekiska och armeniska minoriteten i Turkiet. 1968 började han skriva för tidskrifterna Ant och Yeni Ufuklar.
1971 tog en militärjunta makten i Turkiet. Zarakolu ställdes inför rätta anklagad för hemliga förbindelser med Amnesty International. Han tillbringade fem månader i fängelse innan anklagelserna mot honom släpptes.
1977 grundade Ragip Belge Publishing House tillsammans med sin fru Ayşe Nur Zarakolu.
Den 17 juni 2008 dömdes Zarakolu, till fängelse för att ha gett ut boken The Truth Will Set Us Free: Armenians and Turks Reconciled av författaren George Jerjian.
Den 16 dec 2013 blev han Sigtuna kommuns första fristadsförfattare under två år. Under året som fristadsförfattare bor Ragip Zarakolu på Sigtunastiftelsen. Vistelsen är ett samarbete mellan stiftelsen, Sigtuna kommun och det internationella nätverket Fristäder för författare och kulturpersonligheter (ICORN).